# قافز إكليلي
القافز الإكليلي (الاسم العلمي:Salticus coronatus) هو نوع من العنكبوتيات يتبع جنس القافز من فصيلة العناكب القافزة.